# Maraheru, Mulbagal
Maraheru là một làng thuộc tehsil Mulbagal, huyện Kolar, bang Karnataka, Ấn Độ.